# Arquidiócesis de Bamako
La arquidiócesis de Bamako (en latín: Archidioecesis Bamakoën(sis) y en francés: Archidiocèse de Bamako) es una circunscripción eclesiástica latina de la Iglesia católica en Malí, sede metropolitana de la provincia eclesiástica de Bamako. La arquidiócesis tiene al arzobispo Jean Zerbo como su ordinario desde el 27 de junio de 1998.

## Territorio y organización
La arquidiócesis extiende su jurisdicción sobre los fieles católicos de rito latino residentes en la ciudad de Bamako y los círculos de Kati, Kangaba, Kulikoró, Banamba y Kolokani en la región de Kulikoró; y los círculos de Bougouni, Kolondieba y Yanfolila en la región de Sikasso.
La sede de la arquidiócesis se encuentra en la ciudad de Bamako, en donde se halla la Catedral del Sagrado Corazón. 
En 2018 la arquidiócesis estaba dividida en 11 parroquias. 
La arquidiócesis tiene como sufragáneas a las diócesis de Kayes, Mopti, San, Segú y Sikasso.

## Historia
La prefectura apostólica del Sáhara y Sudán fue erigida el 6 de agosto de 1868 separando territorio del vicariato apostólico de África Central (hoy arquidiócesis de Jartum); y el 13 de marzo de 1891 fue elevada al rango de vicariato apostólico mediante el breve Romanis pontificibus del papa León XIII. Sus límites fueron fijados en el breve:

al norte hasta los límites de las misiones de Túnez, Tripolitania, Marruecos y la mencionada diócesis de Argel o Julia Cesarea; en el sur hasta los límites de la Misión Níger y hasta las montañas de Kong aproximadamente al décimo grado de latitud; al este exclusivamente hasta Fezzan y hasta los límites meridionales de Fezzan a partir del decimoquinto grado de longitud, desde allí se traza una línea transversal a los límites septentrionales de la misión Níger alrededor del grado décimo segundo de longitud; en el oeste hasta el océano y la misión llamada Senegal.

El 19 de julio de 1901 cedió la parte de su territorio al norte de los 20° N para la erección de la prefectura apostólica de Ghardaïa (hoy diócesis de Laghouat) y al mismo tiempo asumió el nombre de vicariato apostólico del Sáhara en el Sudán Francés.
El 2 de julio de 1921, en virtud del breve Ex officio supremi del papa Benedicto XV, se dividió el vicariato, dando lugar a los vicariatos apostólicos de Uagadugú (hoy arquidiócesis de Uagadugú) y de Bamako.
El 15 de diciembre de 1927 el vicariato apostólico de Bamako cedió parte de su territorio para la erección de la prefectura apostólica de Bobo-Dioulasso (hoy arquidiócesis de Bobo-Dioulasso) mediante el breve Expedit del papa Pío XI.
El 9 de marzo de 1937 el vicariato apostólico de Bamako cedió parte de su territorio para la erección de la prefectura apostólica de Nzérékoré (hoy diócesis de Nzérékoré) mediante la bula Quo ex Evangelii del papa Pío XI.
El 9 de junio de 1942 el vicariato apostólico de Bamako cedió parte de su territorio para la erección de la prefectura apostólica de Mopti (hoy diócesis de Mopti) mediante la bula Quo Missionum del papa Pío XII.
El 12 de junio de 1947 el vicariato apostólico de Bamako cedió otra parte de su territorio para la erección de la prefectura apostólica de Kayes (hoy diócesis de Kayes) mediante la bula Perutile visum del papa Pío XII.
El 14 de septiembre de 1955 el vicariato apostólico fue elevado al rango de arquidiócesis metropolitana con la bula Dum tantis del papa Pío XII.
El 10 de marzo de 1962 cedió otra porción de territorio para la erección de la diócesis de Segú mediante la bula Sacra christiani del papa Juan XXIII.
En enero de 1990 la arquidiócesis recibió la visita pastoral del papa Juan Pablo II.

## Episcopologio
- Charles-Martial-Allemand Lavigerie, M.Afr. † (13 de marzo de 1891-26 de noviembre de 1892 falleció) (administrador apostólico)

- Anatole-Joseph Toulotte, M.Afr. † (26 de noviembre de 1892 por sucesión-18 de octubre de 1897 renunció)
- Augustin Prosper Hacquard, M.Afr. † (19 de enero de 1898-4 de abril de 1901 falleció)
- Hippolyte Louis Bazin, M.Afr. † (27 de julio de 1901-30 de noviembre de 1910 falleció)
- Alexis Lemaître, M.Afr. † (24 de febrero de 1911-28 de julio de 1920 nombrado arzobispo coadjutor de Cartago)
- Emile-Fernand Sauvant, M.Afr. † (8 de julio de 1921-6 de abril de 1928 renunció)
- Paul-Marie Molin, M.Afr. † (2 de julio de 1928-21 de enero de 1949 renunció)
- Pierre Louis Leclerc, M.Afr. † (25 de diciembre de 1949-10 de marzo de 1962 nombrado arzobispo a título personal de Segú)
- Luc Auguste Sangaré † (10 de marzo de 1962-11 de febrero de 1998 falleció)
- Jean Zerbo, desde el 27 de junio de 1998

## Estadísticas
De acuerdo al Anuario Pontificio 2019 la arquidiócesis tenía a fines de 2018 un total de 149 425 fieles bautizados.
| Año                                                                             | Población            | Población | Población      | Sacerdotes | Sacerdotes    | Sacerdotes    | Bautizados por sacerdote | Diáconos permanentes | Religiosos | Religiosos | Parroquias |
| Año                                                                             | Bautizados católicos | Total     | % de católicos | Total      | Clero secular | Clero regular | Bautizados por sacerdote | Diáconos permanentes | Varones    | Mujeres    | Parroquias |
| ------------------------------------------------------------------------------- | -------------------- | --------- | -------------- | ---------- | ------------- | ------------- | ------------------------ | -------------------- | ---------- | ---------- | ---------- |
| 1950                                                                            | 8755                 | 1 016 499 | 0.9            | 37         | 2             | 35            | 236                      |                      | 35         | 38         | 8          |
| 1959                                                                            | 13 612               | 1 259 978 | 1.1            | 52         | 9             | 43            | 261                      |                      | 48         | 53         | 10         |
| 1969                                                                            | 10 300               | 961 000   | 1.1            | 44         | 9             | 35            | 234                      |                      | 41         | 52         | 8          |
| 1980                                                                            | 28 350               | 1 902 211 | 1.5            | 39         | 6             | 33            | 726                      |                      | 35         | 61         | 7          |
| 1990                                                                            | 34 744               | 2 103 000 | 1.7            | 45         | 7             | 38            | 772                      |                      | 42         | 83         | 7          |
| 1998                                                                            | 33 331               | 3 200 000 | 1.0            | 33         | 15            | 18            | 1010                     |                      | 26         | 99         | 10         |
| 2001                                                                            | 120 000              | 2 600 000 | 4.6            | 38         | 10            | 28            | 3157                     |                      | 39         | 130        | 7          |
| 2002                                                                            | 122 580              | 2 750 000 | 4.5            | 40         | 10            | 30            | 3064                     |                      | 41         | 142        | 3          |
| 2003                                                                            | 128 500              | 3 500 000 | 3.7            | 46         | 11            | 35            | 2793                     |                      | 41         | 145        | 10         |
| 2006                                                                            | 128 791              | 3 600 000 | 3.6            | 47         | 13            | 34            | 2740                     |                      | 43         | 110        | 10         |
| 2012                                                                            | 231 000              | 4 138 000 | 5.6            | 28         | 12            | 16            | 8250                     |                      | 41         | 152        | 10         |
| 2015                                                                            | 136 699              | 4 436 000 | 3.1            | 54         | 32            | 22            | 2531                     |                      | 45         | 112        | 10         |
| 2016                                                                            | 138 165              | 4 650 549 | 3.0            | 48         | 33            | 15            | 2878                     |                      | 39         | 83         | 10         |
| 2018                                                                            | 149 425              | 4 906 450 | 3.0            | 43         | 26            | 17            | 3475                     |                      | 27         | 54         | 11         |
| Fuente: Catholic-Hierarchy, que a su vez toma los datos del Anuario Pontificio. |                      |           |                |            |               |               |                          |                      |            |            |            |